# Stazione meteorologica di Castellammare di Stabia
La stazione meteorologica di Castellammare di Stabia è la stazione meteorologica di riferimento relativa alla città di Castellammare di Stabia.

## Coordinate geografiche
La stazione meteo si trova nell'Italia meridionale, in Regione Campania, nella città metropolitana di Napoli, nel comune di Castellammare di Stabia, a 18 metri s.l.m. e alle coordinate geografiche 40°42′N 14°29′E.

## Dati climatologici
In base alla media trentennale di riferimento 1961-1990, la temperatura media del mese più freddo, gennaio, si attesta a +9,3 °C; quella dei mesi più caldi, luglio e agosto, è di +26,2 °C; non è da escludersi una sovrastima dei valori, soprattutto quelli estivi, per l'effetto isola di calore .
| Castellamare di Stabia | Mesi | Mesi | Mesi | Mesi | Mesi | Mesi | Mesi | Mesi | Mesi | Mesi | Mesi | Mesi | Stagioni | Stagioni | Stagioni | Stagioni | Anno |
| Castellamare di Stabia | Gen  | Feb  | Mar  | Apr  | Mag  | Giu  | Lug  | Ago  | Set  | Ott  | Nov  | Dic  | Inv      | Pri      | Est      | Aut      | Anno |
| ---------------------- | ---- | ---- | ---- | ---- | ---- | ---- | ---- | ---- | ---- | ---- | ---- | ---- | -------- | -------- | -------- | -------- | ---- |
| T. max. media (°C)     | 12,5 | 13,9 | 16,6 | 21,0 | 24,9 | 29,7 | 32,2 | 31,8 | 28,9 | 23,3 | 18,0 | 14,5 | 13,6     | 20,8     | 31,2     | 23,4     | 22,3 |
| T. min. media (°C)     | 6,2  | 6,3  | 8,3  | 11,3 | 14,5 | 18,3 | 20,3 | 20,5 | 17,9 | 14,6 | 10,9 | 8,5  | 7,0      | 11,4     | 19,7     | 14,5     | 13,1 |